# Schierke
Schierke [ʃɨʁːkə] ist ein Ortsteil der Stadt Wernigerode im Landkreis Harz in Sachsen-Anhalt und die letzte Ortschaft unterhalb des Brockengipfels. Er ist seit 2002 staatlich anerkannter Luftkurort.

## Geografie

### Geografische Lage

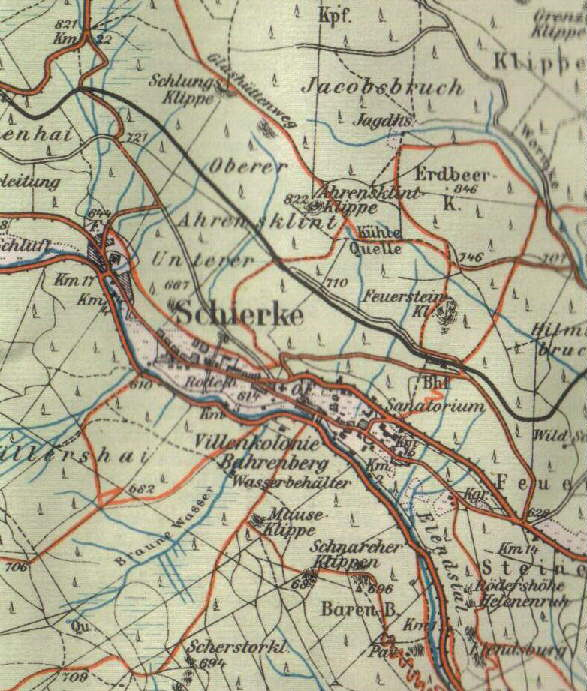
Karte von Schierke (1912)

Schierke liegt im Harz (Hochharz). Es grenzt etwa im Norden an den Nationalpark Harz und befindet sich im Naturpark Harz/Sachsen-Anhalt südöstlich vom Brocken, südwestlich des Hohnekamms, nördlich des Barenbergs und ostnordöstlich der Berggruppe von Wurmberg, Großem Winterberg und Kleinem Winterberg. Es liegt auf etwa 600 bis 650 m ü. NN im Tal der Kalten Bode, das südlich der Ortschaft Elendstal heißt und als Naturschutzgebiet ausgewiesen ist. Das südsüdöstliche Nachbardorf ist Elend.

### Klima

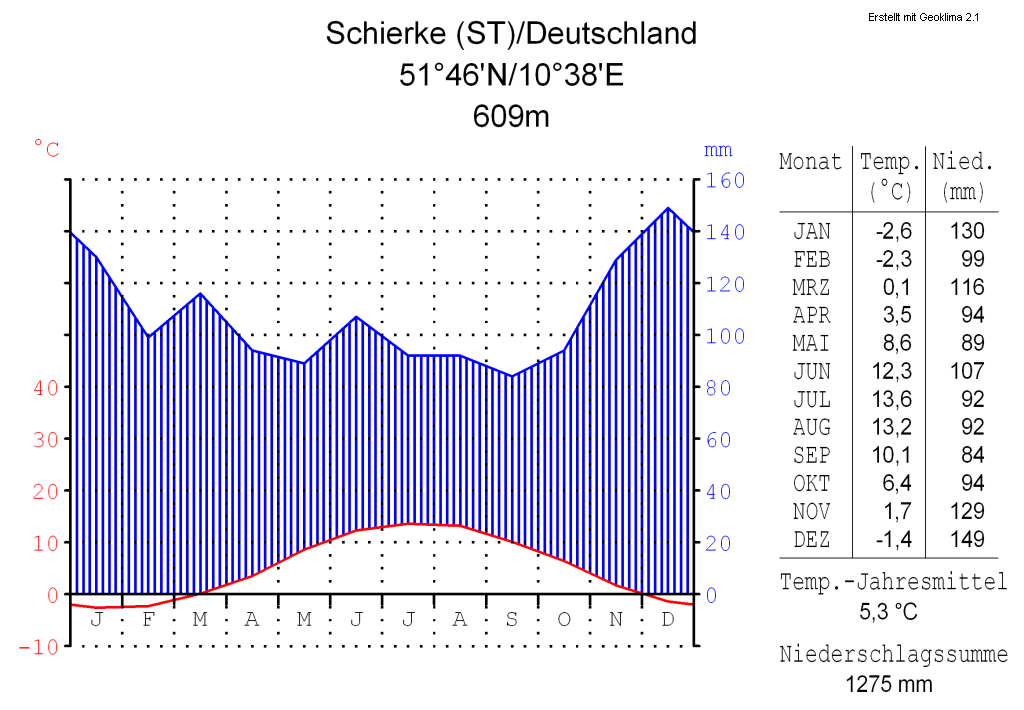
Klimadiagramm von Schierke

Die durchschnittliche Lufttemperatur in Schierke beträgt 5,3 °C, der jährliche Niederschlag 1275 Millimeter.

## Geschichte

### Bis ins 19. Jahrhundert

Dorfstraße mit Blick zur Kirche, 1892

Schierke wurde erstmals als Schircke (schier heißt im Harz blankes, reines Holz) in Zusammenhang mit der Errichtung einer Sägemühle an der Kalten Bode im Sterbetal in den Jahren 1588–1591 urkundlich erwähnt. Zuvor gab es schon 1506 unterhalb des späteren Ortes in Elend eine Sägemühle und oberhalb, allerdings auf dem Gebiet des Amtes Elbingerode, ein Hüttenwerk bei den Moorschlacken. Ein Hochwasser beschädigte am 8. Juni 1688 das Hüttenwerk Schierke und den Hohenofen und spülte die Sägemühle weg. Die Alte Kirche wurde 1691 geweiht.

### „St. Moritz des Nordens“

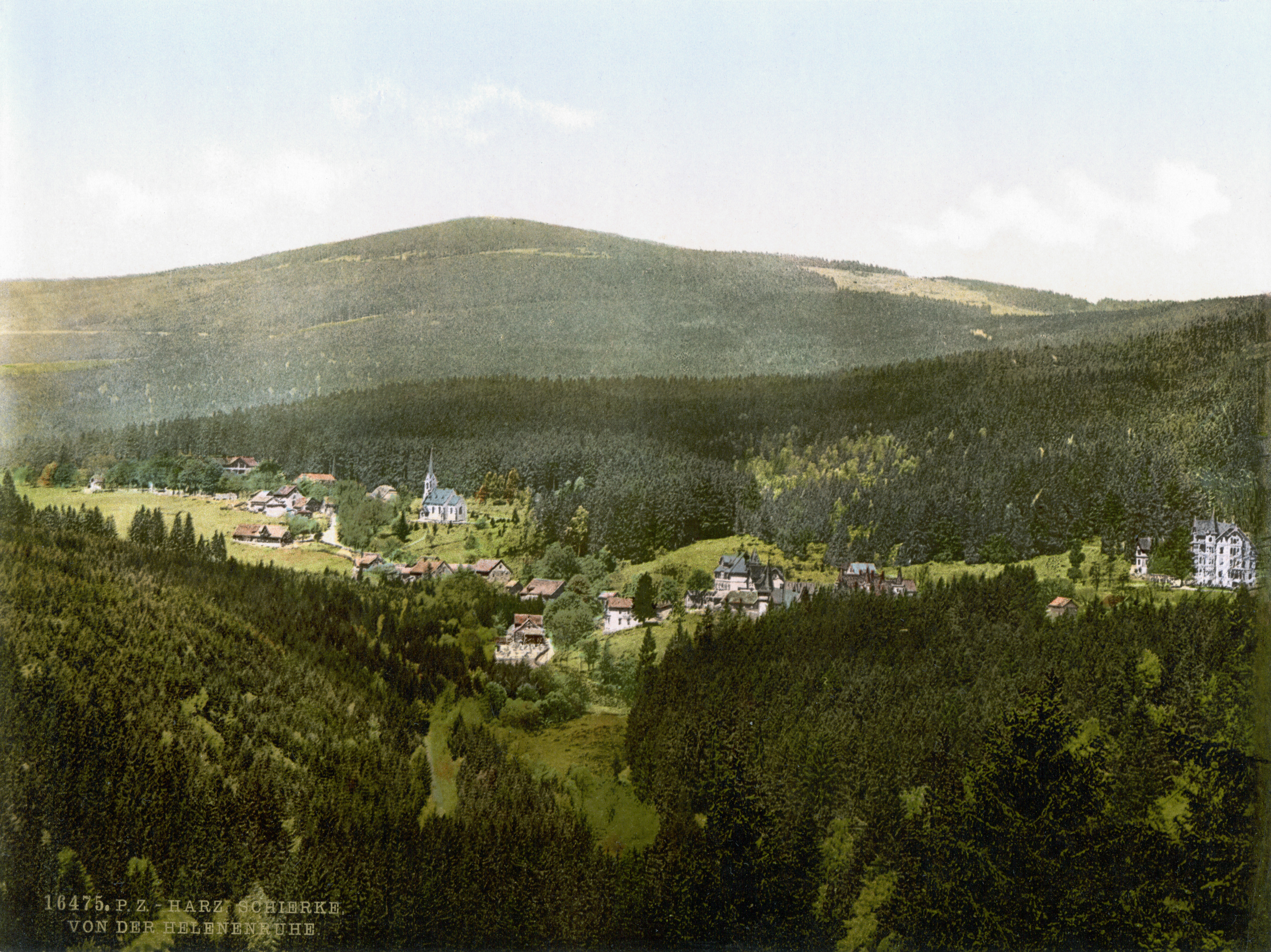
Schierke um 1900 als Photochromdruck aus der Sammlung der Library of Congress

Am 20. Juni 1898 bekam Schierke von Wernigerode Anschluss an die Brockenbahn. Am 4. Oktober des gleichen Jahres ging die Fortsetzung über Schierke hinaus zum Brocken in Betrieb.
Am 1. April 1924 wurde der Gutsbezirk Schierke in eine Landgemeinde gleichen Namens umgewandelt.
Schierke galt von den 1890er bis hinein in die 1940er Jahre als das „St. Moritz des Nordens“. Anfang des 20. Jahrhunderts kamen jährlich rund 225.000 Menschen auf den Brocken, der von Schierke aus über mehrere Wanderwege in etwa zwei Stunden gut zu erreichen ist.
Von dieser Zeit zeugen zahlreiche prächtige Villen und eindrucksvolle Hotelanlagen, wie das Hotel Fürst zu Stolberg oder das Kurhotel Barenberger Hof. In ersterem sollen noch 1936 Königin Juliana (Niederlande)  und ihr aus Deutschland stammender Prinzgemahl Bernhard zur Lippe-Biesterfeld zu Gast gewesen sein. Auch Paul von Hindenburg soll in den 1920er Jahren gelegentlich dort übernachtet haben.

### „Kurort der Werktätigen“
Bereits 1951 wurde Schierke im Neuen Deutschland als „Kurort der Werktätigen“ bezeichnet. Die ehemals prächtigen Hotels wurden in FDGB-Ferienheime umgewandelt und wurden zunehmend baufällig. Das imposante Hotel Fürst zu Stolberg wurde in Hotel „Heinrich Heine“ umbenannt und 1968 das letzte Mal renoviert. In den 1960er bis 1980er Jahren war Schierke wegen der nahen innerdeutschen Grenze nur für Urlauber zugänglich, die das „Vertrauen“ erhielten, „in einem Kurort unmittelbar an der Grenze zur BRD ihren Urlaub zu verbringen“, und dafür einen besonderen Passierschein benötigten. Auf dem heutigen Gelände des Schulungszentrums der Berufsgenossenschaft Holz und Metall befand sich der Standort der DDR-Grenztruppen. Die 7. Grenzkompanie im 20. Grenzregiment bewachte den Grenzabschnitt vom Brockenplateau über den Bahnhof Goetheweg und den Grenzstein Dreieckiger Pfahl bis zum Großen Winterberg. Jeweils ein Zug war für eine Woche auf dem Brocken stationiert und im heutigen Bahnhofsgebäude der Brockenbahn untergebracht. Die Bezirksverwaltung Magdeburg des Ministeriums für Staatssicherheit (MfS) der DDR, der Zentralrat der Freien Deutschen Jugend (FDJ) sowie die Nationale Volksarmee (NVA) unterhielten in Schierke bis 1990 Ferienheime.

### Entwicklung nach der Wende

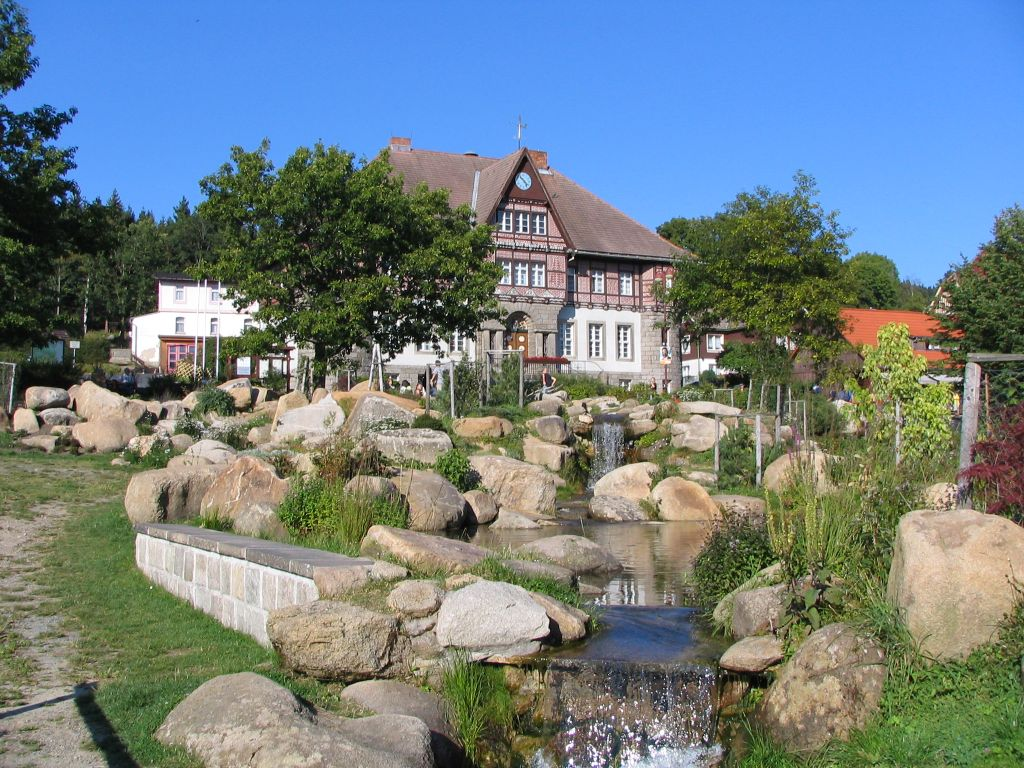
Der nach der Wende neugestaltete Kurpark von Schierke

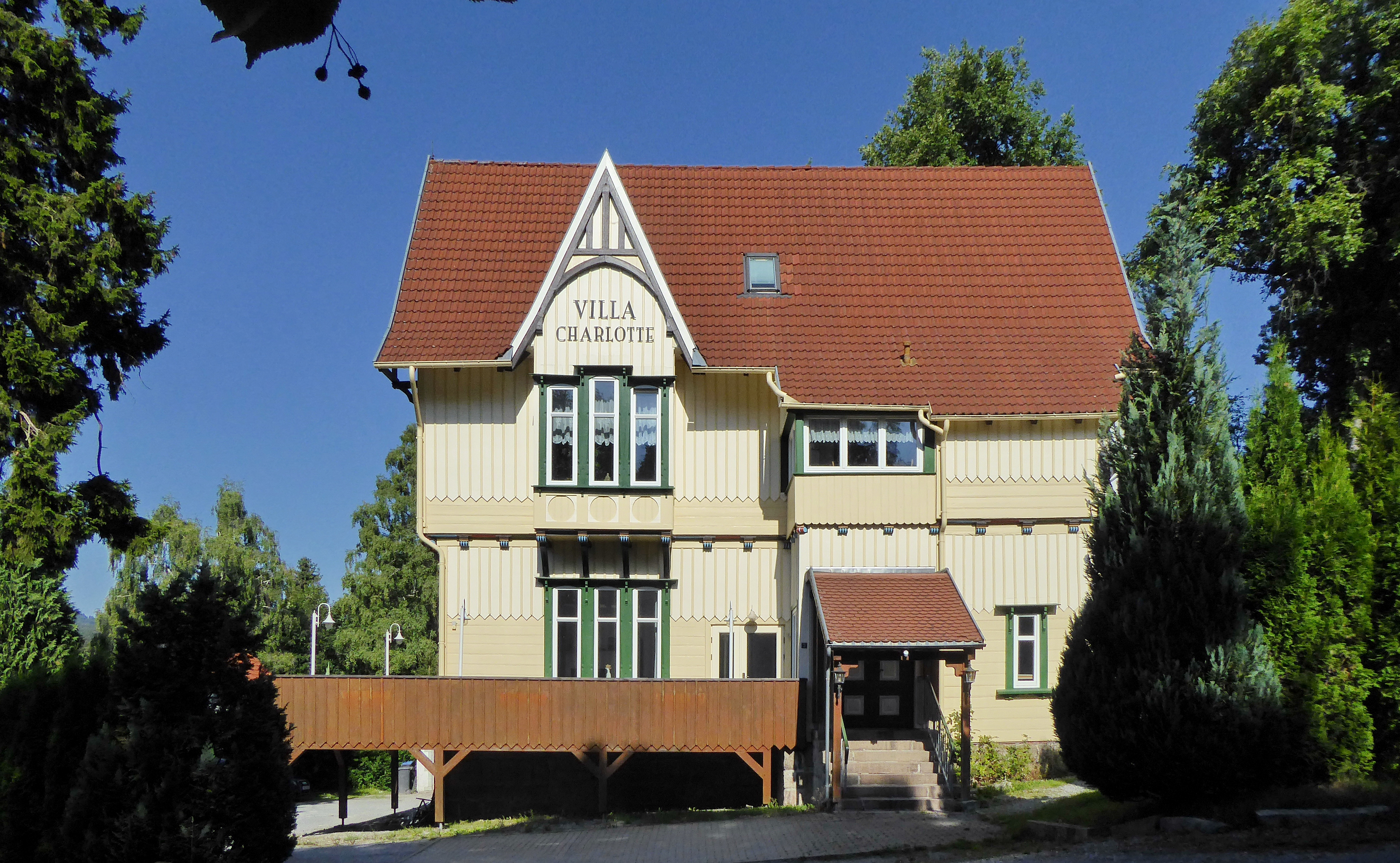
Villa Charlotte – restaurierte Jugendstilvilla am Ortseingang von Schierke

Nach der Wende sorgten die Freigabe des Zugangs zum Brocken, der bis 1990 militärisches Sperrgebiet war, und die Wiedereröffnung der Brockenbahn zunächst für einen Anstieg des Tourismus, der in den Jahren nach der Wende aber stark zurückging – die Bürger aus den neuen Bundesländern zog es nun an andere Urlaubsorte, der Harz verlor touristisch an Bedeutung. Zudem wurden die Hotellerie und Gastronomie in Schierke den gewachsenen Ansprüchen nicht mehr gerecht. Ein damaliger Hoteldirektor beklagte etwa, dass die Gäste nun „zum Beispiel das Vorherrschen von Spülkästen mit Strippe auf den Zimmern und das Fehlen von modernen Mischbatterien“ bemängelten. Infolgedessen mussten die meisten größeren Hotel-Einrichtungen, darunter das traditionsreiche Hotel Heinrich Heine, bald nach der Wende schließen und beschränkt sich das Übernachtungs-Angebot seitdem großenteils auf kleinere Hotels, Pensionen und Ferienwohnungen.
Andererseits ist der Brocken inzwischen wieder ein Touristenmagnet. Schierke ist Haltepunkt der Brockenbahn. Zahlreiche der denkmalgeschützten Villen wurden nach der Wende renoviert. Am 13. Januar 2009 unterzeichneten der Bürgermeister von Schierke, Hans-Jochen Ermisch, und der von Wernigerode, Peter Gaffert, den Vertrag zur Eingemeindung nach Wernigerode. Die Eingemeindung wurde am 1. Juli 2009 vollzogen. 2009 wurde das ehemalige Hotel „Harzland“, das bei einem Brand 2005 schwer beschädigt worden war, abgerissen, 2010 folgte das ehemalige Hotel „Wurmbergblick“.
2011 wurde durch die Stadt Wernigerode ein umfangreiches Investitionsprogramm für Schierke aufgelegt. Bis 2015 flossen rund 40 Millionen Euro in die Ortsentwicklung, vor allem in Straßen, Brücken, Parkplätze, Hotels und Sportangebote. Das Konzept des Berliner Architekten Wolf-Rüdiger Eisentraut sieht vor, zunächst die Infrastruktur zu erneuern. „Es geht einerseits um die Wiedergewinnung einstiger Attraktivität und anderseits und viel mehr um die Erfüllung neuer Anforderungen der Gegenwart“, schreibt der Architekt in seinem Konzept. Eisentraut will den Ortskern am Kurpark Schierke für den Verkehr sperren und die Straße durch eine Flaniermeile nach dem Vorbild bekannter Ostseebäder ersetzen. Brachliegende Flächen sollen genutzt, das Hotelangebot bis in die Luxusklasse angehoben und ein Kurzentrum gebaut werden. In einem zweiten Schritt soll eine Seilbahn von Schierke auf den Wurmberg fahren, eine Bobbahn gebaut und das alte Eisstadion modernisiert werden.
Kernstück der Maßnahmen ist ein am Ortsrand errichtetes Parkhaus „Am Winterbergtor“, das im Oktober 2014 eingeweiht wurde. Mehrere Parkdecks bieten Platz für 715 Autos. Der Ort selbst wird dafür von 300 öffentlichen Parkplätzen befreit. Auch ein Shuttle-Verkehr für Touristen ist vorgesehen. Ziel ist es, die Zahl der Übernachtungen zu steigern, die Arbeitsplätze zu verdoppeln und Schierkes Einwohnerzahl zu erhöhen.
Im Februar 2016 genehmigte der Stadtrat von Wernigerode den Abriss des denkmalgeschützten ehemaligen Hotel Fürst zu Stolberg, um einer Ferienhausanlage mit dem Namen Das Schierke-Resort Platz zu machen. Der Zustand des Gebäudes sei laut der Verantwortlichen für die städtischen Liegenschaften „gravierend schlimm“, das denkmalgeschützte Gebäude sei nicht mehr zu retten gewesen. Teil des Projektes sind 37 Holzhäuser mit rund 180 Betten, dazu ein zentrales Empfangsgebäude mit Rezeption, Wirtschaftsgebäude, ein Heizhaus sowie ein eigenes Fernwärmenetz. Die Anlage wurde am 15. Dezember 2017 am selben Tage wie das modernisierte Eisstadion, jetzt „Feuerstein-Arena“, feierlich eröffnet.

## Politik

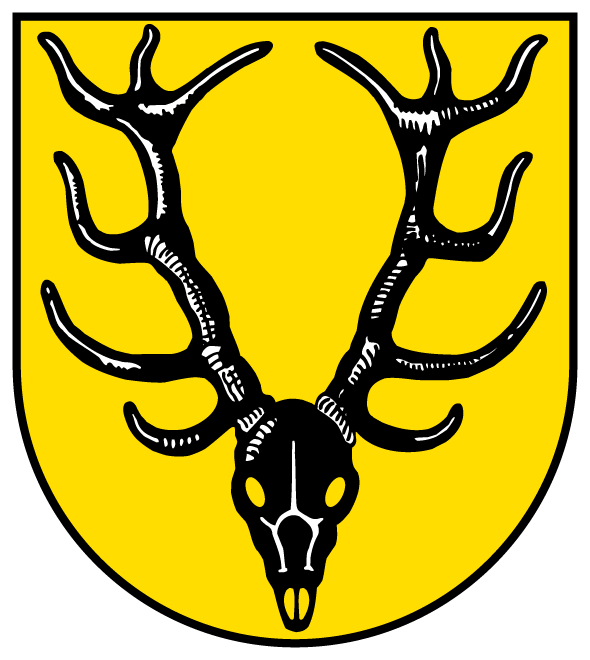
Wappen von Schierke

## Wappen
Das Wappen wurde am 5. Mai 1939 durch den Oberpräsidenten der Provinz Sachsen verliehen.
Blasonierung: „In Gold ein schwarzer Hirsch-Schädel mit Geweih im Visier.“
Das Hirschgeweih versinnbildlicht den „König des Harzwaldes“, die in den Bergwäldern Schierkes vorherrschende Wildart. Wie das Geweih die Krone des Hirsches ist, stellt Schierke am Brocken durch seine Naturschönheit und sein Heilklima gleichsam eine Krönung der Harzlandschaft dar.
Das Wappen wurde von dem Magdeburger Staatsarchivrat Otto Korn gestaltet.

## Gedenkstätten
- Grabstätte auf dem Ortsfriedhof für einen namentlich unbekannten Rumänen, der während des Zweiten Weltkrieges ein Opfer von Zwangsarbeit wurde.

## Sehenswürdigkeiten
- Brocken, höchster Berg des Harzes
- Wurmberg
- Feuersteinklippen
- Scherstorklippen
- Schnarcherklippen
- „Apotheke zum Roten Fingerhut“

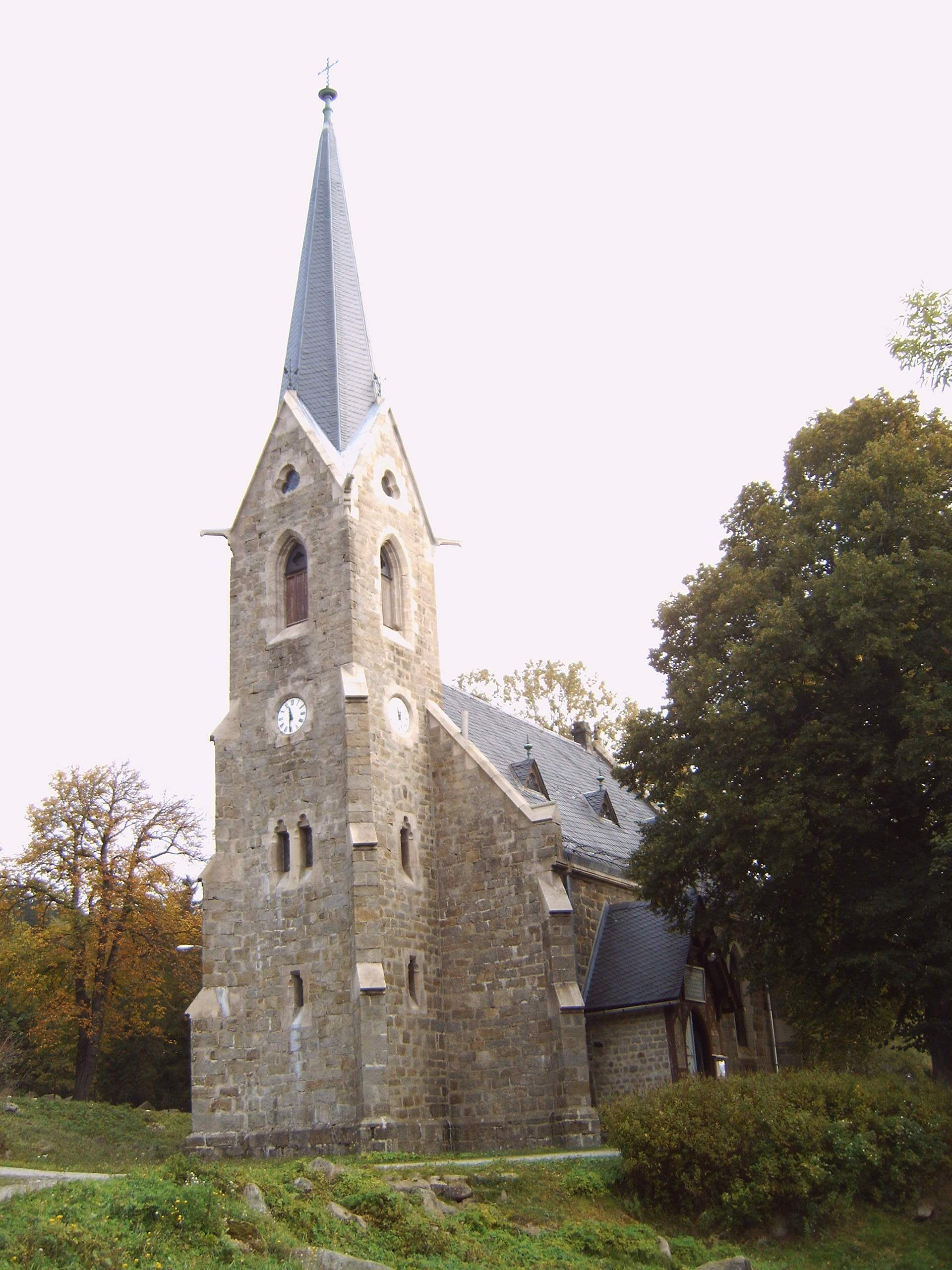
Schierker Bergkirche
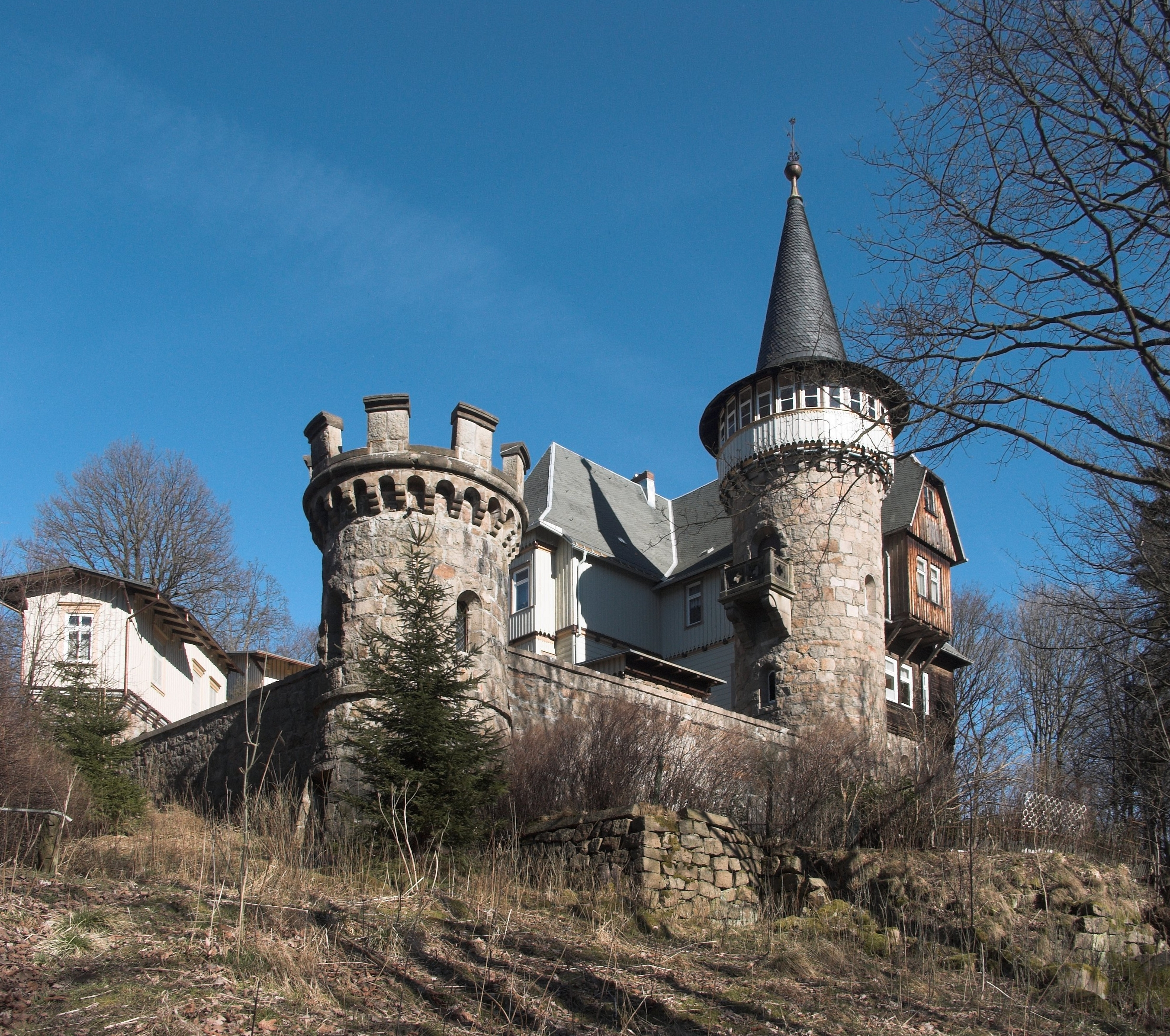
Schierker Burg am Ende des Elendstals
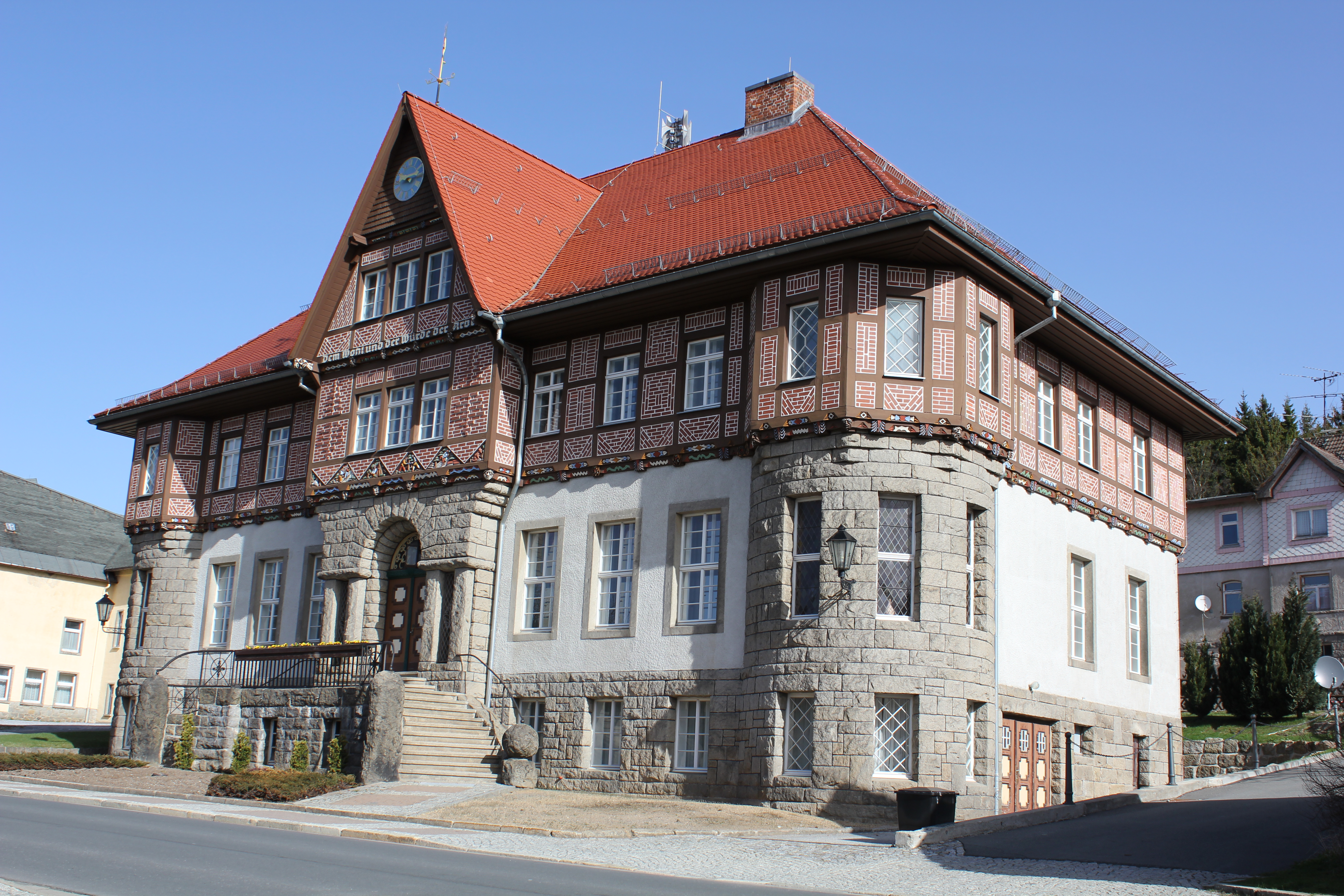
Rathaus Schierke
- Kurpark Schierke

- Schierker Bergkirche
- Schierker Burg am Ende des Elendstals
- Rathaus Schierke

## Sport und Wandern
Die Umgebung von Schierke ist von vielen Wanderwegen durchzogen, von denen mehrere zum Brocken oder zum Wurmberg (Wurmbergstieg) führen. Vom Bahnhof Schierke aus führt ein Weg direkt zur Feuersteinklippe. Für Wintersportler verfügt Schierke über ein umfangreiches Loipennetz und eine Natureisbahn.
In der ersten Hälfte des 20. Jahrhunderts war Schierke für seine Bobbahn bekannt, auf der zweimal – 1914 und 1934 – Deutsche Meisterschaften ausgetragen wurden. Zudem fanden hier  1927 die Deutschen Rodelmeisterschaften statt. Die Schierkerin Elli Winkler war zwischen 1929 und 1931 fünf mal deutsche und 1951 noch einmal erste DDR-Rodelmeisterin. 1950 fanden hier die ersten Wintersportmeisterschaften der DDR statt, wozu ein aus zwei Werten bestehender Sonderbriefmarkensatz der DDR-Post erschien.
In Schierke gibt es die Sommerrodelbahn „Brockencoaster“ mit einer Sonnenterrasse.
Ab 1923 wurde am Eckerloch eine Skisprungschanze errichtet, die 1949 umgebaut wurde und 1950 den DDR-Meisterschaften im Skispringen diente. Bei diesen Meisterschaften erhielt sie den Namen Schanze der Einheit. Wegen ihrer Lage im Grenzsperrbezirk konnte sie später immer weniger genutzt werden, verfiel und wurde in den 1970er-Jahren demontiert. Der von Werner Lesser gehaltene Schanzenrekord beträgt 77,0 Meter. Die Schanze am Eckerloch wurde errichtet, um die Schanze am Südhang des Erdbeerkopfes zu ersetzen.
In den 1930er-Jahren entstand die spätere Bildungs- und Freizeitstätte Schierker Baude.
Mitte Dezember 2017 wurde die für etwa 9 Millionen Euro errichtete Multifunktionsarena eröffnet.

## Schierker Feuerstein

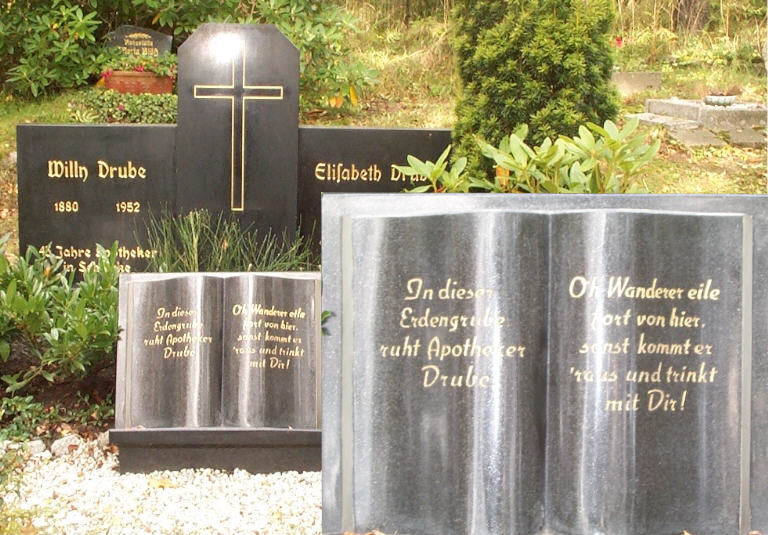
Grab von Apotheker Willy Drube mit Grabspruch

Im Harz werden verschiedene Kräuterliköre hergestellt, von denen der Schierker Feuerstein als der bekannteste gilt. Er wurde vom Apotheker Willy Drube in der „Apotheke zum roten Fingerhut“ entwickelt und 1924 zum Patent angemeldet. Der Likör sollte Kurgäste in Schierke von Magenbeschwerden befreien. Er ist nach den bei Schierke gelegenen Feuersteinklippen benannt.
Willy Drube hat in den 1930er Jahren mit einem Zeitungswettbewerb folgenden Grabspruch für sich finden lassen:
In dieser Erdengrube
ruht Apotheker Drube.
Oh' Wandrer, eile fort von hier,
sonst kommt er raus und trinkt mit Dir!
Der Satz ist auf einem aufgeschlagenen Buch an seinem Grab zu lesen.

## Verkehr
Schierke hat Bahnhöfe am Netz der Harzer Schmalspurbahnen im Zentralort Schierke (Bahnhof Schierke) und in Drei Annen Hohne (Bahnhof Drei Annen Hohne).
Mehrere Regionalbuslinien der Harzer Verkehrsbetriebe verbinden Schierke mit Wernigerode, Elbingerode und Braunlage.
Schierke ist über Kreis-, Landes- und Bundesstraßen mit Braunlage und über Kreis- und Landesstraßen mit Wernigerode verbunden. Die Brockenstraße zieht sich als Teil der K 1356 sowie als Hauptstraße durch Schierke und führt von hier aus zum Gipfel des Brockens.

## Persönlichkeiten
- Maximilian Schumann (1827–1889), preußischer Ingenieuroffizier, starb hier
- Johann Veit (1852–1917), Gynäkologe und Geburtshelfer, starb auf dem Weg zum Brocken
- Ernst von Stubenrauch (1853–1909), Jurist, Kommunalpolitiker und Landrat, starb im Ort
- Heinrich Clausen (1879–1966), Kommunalpolitiker, Verleger, Fotograf und Gastronom, lebte lange in Schierke und war zeitweise Bürgermeister des Orts
- Willy Drube (1880–1952), Apotheker und Hersteller des Schierker Feuerstein
- Wilhelm Obendiek (1885–1955), Bürgermeister
- Horst Lieberoth-Leden (* 1914 in Schierke), Speditionskaufmann und Kraftwagenspediteursfunktionär
- Rudolf Agsten (1926–2008), Politiker (LDPD), leitete von 1947 bis 1948 die Landesparteischule in Schierke
- Karl Weißenborn (* 1945), ehemaliger Geschäftsführer, Politiker (FDP) und Mitglied der Bremischen Bürgerschaft
- Lutz Meier (1948–1972), Leutnant der Grenztruppen, verlor an der innerdeutschen Grenze sein Leben
- Andreas Hoferick (* 1959), deutscher Bildhauer und Restaurator
- Jens Baxmann (* 1985), Eishockeyspieler, begann seine Karriere im Ort

## Sonstiges
Johann Wolfgang von Goethe besuchte Schierke 1784 im Rahmen einer geologischen Exkursion und verlegte eine Szene im Faust in die Gegend. Die Szene „Walpurgisnacht“ trägt den Untertitel: „Harzgebirg, Gegend von Schierke und Elend“.
In Schierke unterhält die Berufsgenossenschaft Holz und Metall ein großes Schulungszentrum.
Ein Hexencharakter in Kentarō Miuras Manga Berserk trägt den Namen „Schierke“ (auch als „Schielke“ transkribiert).